# イリアナ・ロス・レイティネン
イリアナ・ロス=レイティネン（英語: Ileana Ros-Lehtinen、1952年7月15日 - ）は、アメリカ合衆国の政治家。元連邦下院議員（1989年 - 2019年）、元下院外交委員長（2011年 - 2013年）。所属は共和党。宗教は監督派。

## 生い立ち・政策
1952年7月15日にキューバの首都・ハバナに誕生する。最初に名付けられた名はイリアナ・ロス・アダトである。母親はユダヤ教徒である。法律家でベトナム帰還兵でもある夫との結婚後、現在のロス=レイティネンを名乗る。イリアナが7歳の時に一家はフィデル・カストロ政権の圧政を逃れ、アメリカ合衆国のフロリダ州へ移住した。カストロ政権打倒・民主化実現は議員としてのライフワークでもある。また、カストロ暗殺を呼びかけたことも過去にある。
長じて、フロリダ国際大学に進む。その後、フロリダ州下院議員、同州上院議員を経て、1988年に連邦下院議員選に出馬、当選。翌年就任し、2019年に引退するまで30年にわたり在職した。政策は社会政策においては、地盤であるフロリダ州南部はリベラル色が色濃いため民主党に近く同性婚容認論者でもある。

## 外交・安全保障政策
キューバのような圧政国家に対しては強硬で、イラク戦争にも賛成票を投じた。

### 日本
2007年に中国・韓国の主張する「慰安婦＝性奴隷説」に基づく、アメリカ合衆国下院121号決議を下院外交委員会・筆頭理事として強硬に推進した。
その後はバランスを取る為か、対テロ戦争でアメリカ・イギリスと共同歩調を取ってきたことに対する「対日感謝決議」を提出・成立させている。また、同年11月にはアメリカを訪問した拉致被害者家族会や拉致議連の平沼赳夫衆議院議員と面会した。拉致問題の解決が成されない限り、北朝鮮のテロ支援国家指定解除に反対する意向を示し、指定解除に反対する法案提出に言及した。2008年アメリカ合衆国大統領選挙においては、ジョン・マケイン上院議員を支持しており、予備選挙の際は票の取りまとめも行った。

### イスラエル
親イスラエル派であり、パレスチナ自治政府とUNRWAに対するアメリカ政府の支援を停止するよう求めている。また、オバマ政権がイスラエルに対してヨルダン川西岸のユダヤ人入植地を凍結するよう求めたことに対しても批判している。レバノンに対する軍事援助についても、「レバノン軍とヒズボラの境界線が明確では無い」「レバノン政府はシリアとイランの手下」などとして、反対する立場を明確にしている。